# Wolof
I wolof (o uolof) sono una delle popolazioni dell'Africa occidentale che vivono principalmente in Senegal, dove sono originari e rappresentano la maggioranza della popolazione. Sono presenti anche in Mauritania. In Africa sono spesso emigrati nella subregione, in particolare in Gambia, Mali, Costa d'Avorio, Gabon, Europa e Nord America, dove la diaspora senegalese è emigrata.

## Etimologia
L'etimologia del termine wolof deriva da Lof, nome della regione di provenienza dell'etnia e sede del regno di Jolof. Waa-lof significa, appunto, gente del Lof. Parlano la lingua wolof.
Ai wolof viene fatta risalire l'origine del riso jollof, ricetta che, con alcune variazioni nazionali, è divenuta patrimonio di tutta l'Africa occidentale.

## Localizzazione

Regione dei wolof

I wolof sono presenti in tutto il Senegal; in maggioranza nella regione geografica occidentale, la zona delimitata dal fiume Senegal a nord e dal fiume Gambia a sud.

## Storia
Le origini del popolo Wolof sono oscure, afferma David Gamble, professore di antropologia e studi africani specializzato in Senegambia. Sono stati scoperti reperti archeologici in Senegal e in Gambia, come ceramiche preistoriche, pietre dell'VIII secolo e tumuli funerari del XIV secolo, ma, afferma Gamble, questi non forniscono alcuna prova che li colleghi esclusivamente al gruppo etnico Wolof. Il loro nome come Wolof appare per la prima volta nei registri dei viaggiatori portoghesi del XV secolo.
Con le conquiste arabe dell'Africa occidentale negli ultimi secoli del I millennio d.C., una teoria afferma che il popolo Wolof fu costretto a spostarsi nel nord e nell'est del Senegal. Secondo Gamble, questa migrazione probabilmente avvenne alla fine dell'XI secolo quando l'Impero del Ghana cadde sotto gli eserciti musulmani del Sudan.
Un'altra tradizione orale racconta di una leggenda in Walo, che inizia con due villaggi vicino a un lago in disputa. Una persona misteriosa emerse dal lago per risolvere la disputa. Gli abitanti del villaggio lo trattennero; si stabilì tra loro e divenne colui che risolveva le dispute e l'autorità sovrana. Fu chiamato Ndyadyane Ndyaye, e i suoi discendenti furono chiamati Ndiayes o Njie, e questi portarono alle famiglie regnanti di Wolof, Mali secondo questa leggenda mitica. La storia documentata, dal XV secolo in poi, è una storia complessa di rivalità tra famiglie potenti, guerre, colpi di Stato e conquiste nella società Wolof.

### Impero Wolof
L'Impero Jolof o Wolof era uno stato medievale dell'Africa occidentale che governò parti del Senegal e del Gambia da circa il 1350 al 1890. Sebbene consolidato in un'unica struttura statale solo per parte di questo periodo, la tradizione di governo, casta e cultura dei Wolof domina la storia del Senegal centro-settentrionale per gran parte degli ultimi 800 anni. La sua definitiva disfatta per mano delle forze coloniali francesi negli anni 1870-1890 segna anche l'inizio della formazione del Senegal come stato unificato.
Entro la fine del XV secolo, gli Stati Wolof di Jolof, Kayor, Baol e Walo si erano uniti in una federazione con Jolof come potenza metropolitana. La posizione di re era ricoperta dal Burba Wolof, e i governanti degli altri Stati componenti gli dovevano lealtà e tributi. Prima che il popolo Wolof si impegnasse nel commercio di beni e schiavi con i mercanti portoghesi sulla costa, aveva una lunga tradizione di commercio consolidato di beni e schiavi con gli imperi del Sudan occidentale e con l'Imamate di Futa Toro e altri gruppi etnici nel Nord Africa.

### Schiavitù
La schiavitù era parte della cultura Wolof fin dalla loro prima storia registrata. Prima dell'arrivo degli europei nelle regioni abitate dai Wolof, gli schiavi in quel luogo nascevano schiavi o venivano ridotti in schiavitù tramite acquisto o cattura in guerra. A partire dal XVI secolo, i commercianti di schiavi portoghesi iniziarono ad acquistare schiavi dai porti del Senegambia per trasportarli nelle loro colonie americane; questi schiavi passavano spesso attraverso le terre Wolof prima di arrivare sulla costa. Con l'aumento della domanda europea di schiavi durante il XVII e il XVIII secolo, l'epoca vide un corrispondente aumento delle incursioni di schiavi Wolof con lo scopo di acquisire prigionieri da trasportare sulla costa.
La tratta transatlantica degli schiavi portò anche i Wolof ad acquisire armi da fuoco europee, che venivano comunemente barattate con schiavi sulla costa dell'Africa occidentale. Con queste armi da fuoco, l'intensità e la violenza delle incursioni degli schiavi Wolof (e i conflitti con altri gruppi etnici in generale) aumentarono. Tuttavia, queste incursioni degli schiavi alla fine iniziarono a placarsi quando i governi europei e americani misero progressivamente fuori legge il coinvolgimento delle loro nazioni nella tratta degli schiavi. Durante l'era del Nuovo imperialismo, la corsa all'Africa vide la maggior parte del territorio africano, comprese le terre abitate dai Wolof, cadere sotto il dominio coloniale europeo. Questi nuovi regimi coloniali si mossero per mettere fuori legge la schiavitù e, negli anni '90 dell'Ottocento, le autorità francesi nell'Africa occidentale avevano ampiamente abolito l'istituzione. Tuttavia, le distinzioni sociali tra Wolof nati liberi e schiavi rimasero presenti durante il periodo del dominio coloniale, continuando anche dopo la decolonizzazione dell'Africa a metà del XX secolo, che vide i Wolof diventare indipendenti dal dominio coloniale europeo.

## Demografia
Il popolo Wolof è il gruppo etnico più numeroso del Senegal, particolarmente concentrato nella sua regione nord-occidentale vicino al fiume Senegal e al fiume Gambia. In Gambia, circa il 16% della popolazione è Wolof. In Gambia, sono una minoranza. Tuttavia, la lingua e la cultura Wolof hanno un'influenza sproporzionata a causa della loro prevalenza a Banjul, la capitale del Gambia, dove la maggioranza della popolazione è Wolof. In Mauritania, circa l'8% della popolazione è Wolof. La loro popolazione totale supera i 6 milioni nei tre paesi.

## Religione
La stragrande maggioranza della popolazione Wolof è composta da musulmani sunniti. Tuttavia, la pratica religiosa spesso contiene elementi locali. La complicata relazione ha portato all'emergere di tradizioni sufi da un ambiente storico e dominante dell'Islam sunnita.
Le tradizioni religiose pre-islamiche dei Wolof sono sconosciute e non sono disponibili né tradizioni scritte né orali sulla loro religione tradizionale. Le tradizioni orali dei Wolof hanno leggende che affermano che sono stati seguaci dell'Islam sin dalla fondazione del loro Regno di Jolof. Tuttavia, le prove storiche lasciate dagli studiosi islamici e dai viaggiatori europei suggeriscono che i re e i guerrieri Wolof non si convertirono all'Islam all'inizio e per molti secoli, pur accettando e facendo affidamento sui chierici musulmani come consiglieri e amministratori.
Secondo David Gamble, le credenze pre-islamiche del Wolof possono essere riflesse e assorbite nelle credenze sufi sugli spiriti buoni e cattivi (jinn), sugli amuleti, sulle danze e su altri rituali.
Nel XVIII secolo e dopo, i Wolof furono colpiti dalle violente jihad nell'Africa occidentale, che scatenarono disaccordi interni tra i Wolof sull'Islam. Ira Lapidus, professore di storia mediorientale e islamica, afferma che i combattenti senegambiani dell'inizio del XIX secolo "invasero la Senegambia bruciando villaggi, uccidendo pagani e schiavizzando i loro nemici", e furono responsabili della conversione di un numero considerevole di Wolof all'Islam. Le jihād dell'Africa occidentale che coinvolgevano i Wolof e altri gruppi etnici iniziarono presto e spesso ispirate da riformatori militanti come quelli del XV secolo. Gli assalti delle jihād del XVIII e XIX secolo, afferma Lapidus, spianarono la strada a conversioni di massa all'Islam, ma non a una conversione quasi universale.
Alla fine del XIX secolo, quando le forze coloniali francesi lanciarono una guerra contro i regni wolof, il popolo wolof resistette ai francesi e diede inizio alla conversione quasi universale di quel popolo in Senegambia all'Islam. I wolof si unirono ai vari movimenti musulmani sufi concorrenti nel XX secolo, in particolare quelli appartenenti alle confraternite islamiche Mouride e Tijaniyyah.
Le confraternite musulmane sufi senegalesi apparvero nelle comunità wolof nel XIX secolo e crebbero nel XX. I leader sufi e i marabutti esercitano un'influenza culturale e politica nella maggior parte delle comunità musulmane, in particolare il leader della Muridiyya, chiamata anche confraternita Mouride.
Nel XX secolo, i missionari Ahmadiyya e metodisti aprirono uffici nell'attuale Senegambia, ma pochissimi Wolof ne sono diventati membri.

## Cultura

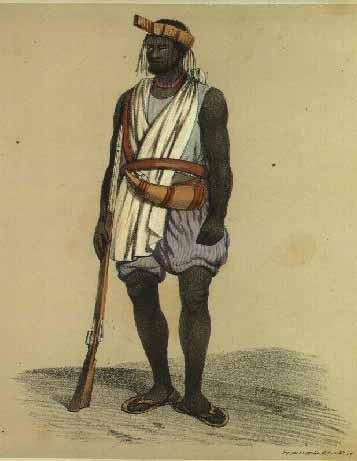
Un Wolof Waalo in costume da guerra a metà del XIX secolo

La cultura e le pratiche tradizionali del popolo Wolof sono sopravvissute all'era coloniale e costituiscono un elemento importante della cultura senegalese.

### Lingua
Il wolof (/ˈwɒlɒf/) è una lingua del Senegal, del Gambia e della Mauritania, e la lingua nativa del popolo wolof. Come le lingue vicine Serer e Fula, appartiene al ramo senegambiano della famiglia linguistica Niger-Congo. A differenza della maggior parte delle altre lingue dell'Africa subsahariana, il wolof non è una lingua tonale.
Il wolof ha avuto origine come lingua del popolo Lebu.
I dialetti wolof variano geograficamente e tra aree rurali e urbane. "Dakar-Wolof", ad esempio, è una miscela urbana di wolof, francese e arabo.

### Stratificazione sociale
Il popolo Wolof ha avuto una società rigida, patriarcale, endogamica e stratificata almeno dal XV secolo.
Gli strati sociali hanno incluso una categoria libera chiamata geer, una categoria di caste chiamata nyeenyo o neeno, e una categoria servile di schiavi chiamata jaam. Lo status di casta è stato ereditario, e l'endogamia tra gli uomini e le donne di un particolare status di casta è stata una caratteristica duratura tra il popolo Wolof, secondo Leonardo Villalón, professore di Scienze Politiche e Studi Africani. Lo status di casta dei Wolof, afferma Villalón, è una barriera più grande al matrimonio misto rispetto all'etnia o alla religione in Senegal.
Le caste sono state anche gerarchiche, con il livello più basso dei griot. La loro inferiorità ereditata è stata culturalmente definita vicina a quella degli schiavi (jaams o kaals). Le caste, afferma David Gamble, erano associate a idee di relativa purezza/impurità. I lavoratori della pelle, ad esempio, erano considerati i più bassi dei nyenyo perché la loro occupazione che coinvolgeva le pelli animali era considerata sporca.
Gli schiavi sono stati storicamente un gruppo separato ed endogamo nella società Wolof. Venivano ereditati dalla nascita, oppure venivano rapiti, acquistati da bambini da genitori disperati durante periodi difficili come la carestia, oppure la schiavitù veniva imposta dagli anziani del villaggio come punizione per i reati. All'inizio del XVIII secolo, tutti i tipi di accuse e reati minori portavano alla punizione dell'imputato per lo strato di schiavitù. Gli schiavi acquisiti tramite rapimento, acquisto o come prigionieri di guerra erano chiamati jaam say nella società Wolof.
Anche i geer o "nati liberi" avevano una struttura gerarchica. In cima c'erano i governanti reali, sotto di loro c'erano i lignaggi nobili dominanti a livello regionale o locale che controllavano i territori e riscuotevano tributi, e sotto di loro c'erano i nati liberi più comuni chiamati baadoolo o "privi di potere".
L'origine cronologica della stratificazione sociale basata su caste e schiavitù non è chiara, probabilmente è collegata. Tal Tamari, un ricercatore antropologico presso il Centre national de la recherche scientifique (CNRS) di Parigi, suggerisce che un corollario del crescente sistema di schiavitù fu lo sviluppo e la crescita di un sistema di caste tra i Wolof nel XV secolo e altri gruppi etnici dell'Africa intorno al XIII secolo. Tuttavia, secondo Susan McIntosh, professoressa di antropologia specializzata in società africane, l'emergere di sistemi di caste nelle società dell'Africa occidentale come i Wolof, i Mande, i Malinke, i Serer e i Soninke fu probabilmente più antico. Lei colloca lo sviluppo e la diffusione delle caste in queste società intorno al X secolo, perché la cattura degli schiavi, la tratta degli schiavi e la detenzione degli schiavi da parte delle famiglie d'élite nel Sahel, nell'Africa occidentale e nel Nord Africa erano un'istituzione consolidata a quel tempo, e la schiavitù creò un modello per le relazioni servili e la stratificazione sociale. Secondo Victoria B. Coifman, professoressa di studi afroamericani e africani, le prove storiche suggeriscono che il popolo Wolof fosse una società matrilineare prima del XIV secolo. Successivi cambiamenti politico-religiosi, come quelli apportati durante l'era dell'Impero Wolof, introdussero importanti cambiamenti nella struttura sociale tra i Wolof e molti altri gruppi etnici, incluso un passaggio a un sistema patrilineare.
Le divisioni, l'endogamia tra le caste Wolof, i gruppi sociali e politici sono persistite nel Senegal indipendente post-coloniale.

### Famiglie
I Wolof sono principalmente rurali (~75%), vivono in piccoli villaggi. Secondo David Gamble, le prove storiche suggeriscono che i Wolof vivevano in grandi insediamenti prima delle guerre jihadiste e delle incursioni degli schiavi.
I villaggi wolof sono costituiti da un gruppo di complessi. Alcuni complessi sono casuali e non hanno una piazza centrale, e molti sono raggruppati attorno a una piazza con una moschea al centro. Ogni complesso ha capanne rotonde o quadrate fatte di muri di fango e steli di miglio e tetti di paglia con una forma conica. Un complesso è talvolta recintato con una siepe fatta di canne o steli di miglio.
Un singolo complesso può avere più capanne, con un maschio patrilocale come capo, con una moglie diversa e i suoi figli in ogni capanna in famiglie poligamiche. Un complesso tradizionalmente gestisce una cucina comune, ma se ci sono dispute interne allora ogni unità familiare cucina separatamente.
Un villaggio è guidato da un capo, chiamato borom dekk. Questo ruolo appartiene a una casta ed è ereditario. Il capo è stato l'esattore dei tributi (tasse) e l'interfaccia tra i funzionari del regno e gli abitanti del villaggio. In genere, il capo è anche un leader religioso musulmano, chiamato seriñ (marabutto). I villaggi più grandi hanno un imam, chiamato yélimaan, e un capo cacciatore o guerriero chiamato saltigé. Entrambi sono stati tradizionalmente caste ereditarie. Le relazioni sociali all'interno di un villaggio sono basate sulla gerarchia, mentre le controversie sono in genere risolte con intermediari e tribunali musulmani presieduti da un giudice islamico chiamato qadi.

#### Matrimoni
I matrimoni sono endogamici. La forma preferita e comune di matrimonio è il tipo bilaterale tra cugini incrociati, con i matrimoni più preferiti tra un uomo e la figlia del fratello di sua madre. I matrimoni multipli sono stati comuni, con molte famiglie Wolof che hanno due mogli. La dote tra il popolo Wolof è pagata sotto forma di prezzo della sposa. La dote è di proprietà della donna al momento della consumazione del matrimonio. Il divorzio è abbastanza comune nella società Wolof e secondo i principi islamici.
Mentre la schiavitù è illegale nelle società africane contemporanee, era comune nella storia del popolo Wolof e tra le caste d'élite. Gli schiavi non potevano sposarsi senza il permesso del loro padrone, e di solito era responsabilità del proprietario organizzare il matrimonio dei suoi schiavi o tra di loro. Egli e i suoi discendenti avevano anche il diritto di avere rapporti sessuali con le donne schiave di proprietà della famiglia.

### Sostentamento
Il popolo Wolof è tradizionalmente costituito da agricoltori e artigiani stanziali. Il miglio è stato l'alimento base tipico, mentre il riso un alimento base secondario quando le piogge sono abbondanti. Viene coltivata anche la manioca, ma è stata una fonte di reddito per gli agricoltori Wolof. Sin dall'era coloniale, le arachidi sono state la principale coltura commerciale.
La società wolof è patrilineare e la terra agricola è ereditata dalla casta dei proprietari terrieri. I contadini tipici di un villaggio pagano un affitto (waref) al proprietario terriero per il diritto di coltivare la sua terra. I contadini wolof allevano polli e capre e acquistano pesce essiccato o affumicato, entrambi parte della loro dieta. Vengono allevati anche bovini, non per il cibo, ma per il latte, per coltivare la terra e come riserva di ricchezza. Le persone rurali wolof mangiano raramente carne di manzo, in genere come parte di una festa cerimoniale. Alcuni villaggi in tempi contemporanei condividono macchinari agricoli e vendono il raccolto di arachidi come una cooperativa.
Quelle persone Wolof che appartengono alle caste degli artigiani lavorano il metallo, tessono e tingono tessuti, producono pelletteria, realizzano ceramiche e cesti, cuciono vestiti, producono paglia e svolgono tale attività economica. I fabbri Wolof producono utensili per l'agricoltura, mentre un altro gruppo lavora gioielli in oro.
L'occupazione è tradizionalmente basata sul genere e sulla casta ereditata. Gli uomini di una certa casta sono fabbri, lavoratori della pelle, tessitori (ora la professione degli ex discendenti degli schiavi). Le funzioni religiose e politiche sono state dominio degli uomini, mentre le donne in genere si occupano della casa, portano l'acqua dalle loro fonti come pozzi o fiumi vicini. Le donne inoltre piantano, diserbano, raccolgono ortaggi, preparano la legna da ardere e aiutano nelle fasi coinvolte nella fabbricazione della ceramica.